# Milominati
Milominati ist das zweite Soloalbum des Hamburger Rappers Milonair. Es erschien am 20. Mai 2016 beim Musiklabel Azzlackz aus Frankfurt und wird über Groove Attack vertrieben. Das Album wurde als Standard- und Amazon-Edition veröffentlicht.

## Hintergrund
Das Release-Datum wurde am 4. März 2016 bekanntgegeben. Das Album sollte zunächst am 13. Mai 2016 erscheinen und trug den Namen Milominati. Kurz darauf wurde das Release-Datum auf den 20. Mai, eine Woche später, verschoben. Zeitgleich wurde die Titelliste veröffentlicht.
Die Beats stammen von den deutsch-afghanischen Musikproduzenten Farhot. Melbeatz war zudem an der Produktion des Liedes Dieses Dasein beteiligt. Das Plattencover wurde vom Hamburger Grafiker Adopekid entworfen. Unter anderem sind Labelgründer Haftbefehl, Kool Savas und Sido auf dem Album mit Gastbeiträgen vertreten.

## Titelliste
| #  | Titel                                      | Länge |
| -- | ------------------------------------------ | ----- |
| 1  | Ihr habt es so gewollt                     | 1:50  |
| 2  | High & Rolle (feat. Haftbefehl)            | 3:03  |
| 3  | Alltag (feat. Karate Andi)                 | 2:15  |
| 4  | Titanic Thompson                           | 2:39  |
| 5  | Dieses Dasein (feat. Haftbefehl)           | 3:16  |
| 6  | Fake Rap (feat. Kool Savas)                | 2:38  |
| 7  | Alle spucken Töne (feat. Manuellsen)       | 2:48  |
| 8  | Hungrig (feat. Sido)                       | 3:11  |
| 9  | Ghettoliebe                                | 2:41  |
| 10 | Umsatz                                     | 3:03  |
| 11 | Lass mal                                   | 2:16  |
| 12 | Knolle für Knolle (feat. Mosh36 & Olexesh) | 2:52  |
| 13 | Revolver glänzt                            | 3:10  |
| 14 | Stillstehen                                | 2:32  |
| 15 | Gruppensieg                                | 2:28  |

## Rezeption
Das Album erhielt gemischte Kritiken. Der Rezensent vom Hip-Hop-Portal rap.de urteilt:

„Milonair schreibt das nächste Kapitel seiner ganz persönlichen Erfolgsgeschichte.[…] Insgesamt macht das Album einen akzeptablen Eindruck, ist aber kein Werk, das länger in Erinnerung bleiben wird. Produktion und einige starke Features stehen auf der Pro-Seite – Milos Solotracks kommen dagegen nicht überzeugend daher.“

Das Hip-Hop-Magazin Backspin teilt diese Einschätzung:

„Milominati ist kein schlechtes Album, es hebt sich nur nicht recht von der Masse ab. Gangsta-Rap affine Hörer dürfen dennoch reinhören und sich über ein solides Album freuen.“